# لیو چانگچنگ (بازیکن والیبال)
لیو چانگچنگ (انگلیسی: Liu Changcheng؛ زادهٔ ۳ مهٔ ۱۹۶۴) بازیکن والیبال اهل چین بود. وی در بازی‌های المپیک تابستانی ۱۹۸۴ شرکت کرده‌است.